# Гасанов, Ясин Теймур оглу
Гасанов Ясин Теймур оглу (азерб. Həsənov Yasin Teymur oğlu); 20 февраля 1987, Караганда, Карагандинская область, СССР) — азербайджанский дзюдоист и самбист. Мастер спорта по дзюдо. Член юношеской, молодёжной и основной сборных команд Азербайджана по дзюдо и самбо. Является также членом сборной команды Азербайджана по боям без правил (панкратион).

## Данные
- Рост 183 см, вес 93 кг. В 2007 году получил звание Мастера спорта по дзюдо. Кандидат в мастера спорта по самбо.

## Образование
- В 14 лет пошёл в среднюю школу No:277 со спортивным уклоном, Низаминского района города Баку. Занимался дзюдо. Первым профессиональным тренером был Владимир Сидоренко.
- С 2005 года член секции самбо, спортивного клуба «Пехливан», Хатаинского района города Баку.
- На данный момент представляет спортивный клуб «Нефтчи» Баку в обеих дисциплинах (дзюдо и самбо), членом которого является с 2007 года.
- Выпускник (2004—2008 гг.) факультета единоборств (дзюдо) Академии Физической Культуры и Спорта Азербайджанской Республики.

## Достижения

### Кубок Мира
- Бронзовый призёр Кубка Мира по дзюдо 2008 года, в весовой категории до 90 кг, проходившего 11-12 октября в городе Баку (Азербайджан).

### Чемпионат Европы
- Бронзовый призёр Чемпионата Европы по самбо 2008 года, в весовой категории до 90 кг, проходившего с 28 апреля по 2 мая в городе Тбилиси (Грузия).
- Бронзовый призёр Чемпионата Европы по самбо 2007 года среди юниоров, в весовой категории до 90 кг, проходившего в мае 2007 года в латвийском городе Лиепая.

### Чемпионат Азербайджана

#### Самбо
- Победитель Чемпионата Азербайджана по самбо среди мужчин в весовой категории до 90 кг, проходившего в городе Баку 28 января 2007 года.
- Победитель Чемпионата Азербайджана по самбо среди молодёжи в весовой категории до 90 кг, проходившего в городе Баку 27 января 2007 года.
- Победитель Чемпионата Азербайджана по самбо среди молодёжи в весовой категории до 90 кг, проходившего в городе Баку 28 января 2006 года.
- Победитель Чемпионата Азербайджана по самбо среди юниоров в весовой категории до 87 кг, проходившего в городе Баку 28 января 2005 года.

#### Дзюдо
- Бронзовый призёр Чемпионата Азербайджана по дзюдо среди юниоров, в весовой категории до 81 кг, проходившего в городе Баку 6-9 февраля 2003 года.
- Бронзовый призёр Чемпионата Азербайджана по дзюдо среди молодёжи до 23 лет, в весовой категории до 90 кг, проходившего в городе Баку 19-21 октября 2006 года.
- Бронзовый призёр Чемпионата Азербайджана по дзюдо среди мужчин, в весовой категории до 90 кг, проходившего в городе Баку в 2006 году.
- Серебряный призёр Чемпионата Азербайджана по дзюдо среди молодёжи (1986—1988), в весовой категории до 90 кг, проходившего в городе Баку в 2007 году.
- Серебряный призёр Чемпионата Азербайджана по дзюдо среди молодёжи, в весовой категории до 90 кг, проходившего в городе Баку в 2007 году.
- Победитель Чемпионата Азербайджана по дзюдо среди молодёжи до 23 лет, в весовой категории до 90 кг, проходившего в городе Баку в 2007 году.

### Кубок Азербайджана

#### Самбо
- Победитель Кубка Азербайджана по самбо среди юниоров в весовой категории до 87 кг, проходившего в городе Баку 8 июля 2005 года.
- Победитель Кубка Азербайджана по самбо среди молодёжи в весовой категории до 90 кг, проходившего в городе Баку 9 июля 2005 года.
- Победитель Кубка Азербайджана по самбо среди молодёжи в весовой категории до 84 кг, проходившего в городе Баку 17 июня 2006 года.
- Серебряный призёр Кубка Азербайджана по самбо среди мужчин в весовой категории до 82 кг, проходившего в городе Баку 18 июня 2006 года.
- Победитель Кубка Азербайджана по самбо среди молодёжи в весовой категории до 90 кг, проходившего в городе Баку 19 июня 2007 года.
- Победитель Кубка Азербайджана по самбо среди мужчин в весовой категории до 90 кг, проходившего в городе Баку 15 июня 2008 года.

### Чемпионат Баку

#### Дзюдо
- Победитель Чемпионата Баку по дзюдо в весовой категории до 90 кг, проходившего 14-17 сентября 2006 года в Баку.
- Победитель Чемпионата Баку по дзюдо в весовой категории до 90 кг, проходившего 16-19 февраля 2006 года в Баку.
- Победитель Чемпионата Баку по дзюдо среди молодёжи в весовой категории до 90 кг, проходившего 10-13 февраля 2005 года в Баку.
- Победитель Чемпионата Баку по дзюдо в весовой категории до 81 кг, проходившего 5 января 2003 года в Баку.

## Тренеры
- Владимир Сидоренко (постоянный тренер)
- Агаяр Ахиндзаде (по дзюдо)
- Мубариз Ибрагимов (по самбо)

## Фотогалерея

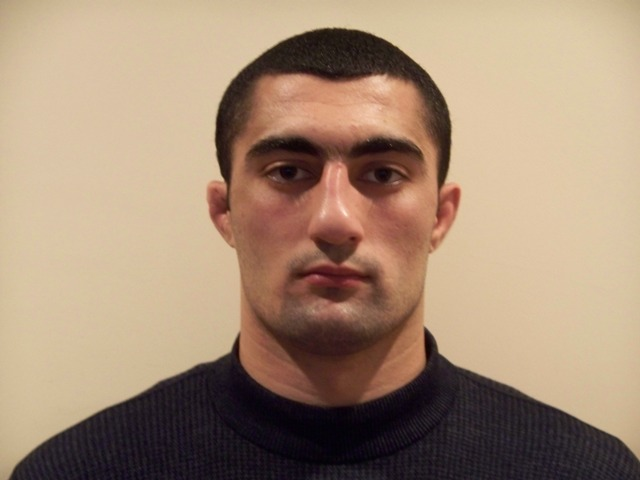
Ясин Гасанов
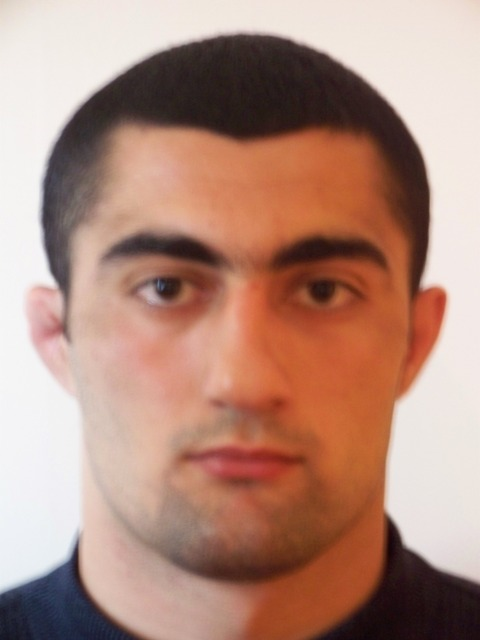
Кандидат в МС по самбо